# Дитрих, Александр Кириллович
Ди́трих Алекса́ндр Кири́ллович (16 ноября 1926, Москва —13 февраля 1996) — советский детский писатель, сценарист, популяризатор науки.

## Биография
Внук А. Г. Блюма, племянник Д. А. Блюма (сын его сестры — пианистки Ирины Александровны Дитрих). В 1949 году окончил Всесоюзный государственный институт кинематографии (ВГИК).
 Работал в Редакции детского вещания на Всесоюзном радио, был редактором многих популярных передач, в том числе передачи «Клуб знаменитых капитанов», писал тексты сценариев для радиоспектаклей, в том числе вышедших на грампластинках передач: «Экипаж разноцветных стрел» (1959 год, в соавторстве с Алексеем Леонтьевым), «Отчего и почему?» (в соавторстве с Георгием Юрминым и Л. Пикалевым), «Пропала буква», «Хлопушки с сюрпризами» (1971) и других. 
В 1958 году вступил в КПСС.

В 1960 году опубликовал первую книгу — повесть «Белым по чёрному», герои которой путешествуют в сказочный мир. Герои повести — школьный Мелок, тетушка Тряпка, дядюшка Глобус и Ручка.
В детские книги Дитрих старался вместить сведения из физики, химии, геологии, палеонтологии, техники и истории, которые преподносились читателю в обёртке из сказочно-фантастического сюжетов, например, в повести «Загадочный дневник», вошедшей в книгу «Как игрушки пошли учиться», герои отправляются путешествовать в прошлое планеты при помощи таинственного шара, что даёт автору возможность рассказать о возникновении и развитии жизни на Земле. Владик Чудобыльский в «Почти трагической истории.… о мыльных пузырях», входящей в ту же книгу, оказывается в стране Фантасмагории, где перестали надуваться пузыри.
С 1975 года Дитрих стал членом Союза Писателей СССР.
Самая известная книга автора — неоднократно переиздававшаяся детская энциклопедия «Почемучка» (первое издание в 1987 году), написанная в соавторстве с Георгием Юрминым и Риммой Кошурниковой. Главные герои книги — мальчик Панамка, дедушка Знай, художник Кисточкин, озорник Мазила Бабашкин и СуперЭВМ Бумка.

## Сочинения
- Белым по чёрному. М., 1960; 2-е изд.: М., 1962.
- Приключения солнечного зайчика. М., 1964.
- Разноцветные истории. М., 1968; 2-е изд.: М., 1985.
- Голубые зеркальца: Рассказы и сказки. М., 1973.
- Как игрушки пошли учиться: повести-сказки. М.: Детская литература, 1981.